# Hydrornis oatesi
La pitta collorosso o pitta fulva (Hydrornis oatesi (Hume, 1873)) è un uccello passeriforme della famiglia dei Pittidi.

## Etimologia
Il nome scientifico di questa specie è stato scelto in omaggio al naturalista inglese Eugene William Oates, mentre il nome comune si riferisce alla sua colorazione.

## Descrizione

### Dimensioni
Misura circa 17-18 cm di lunghezza, coda compresa.

### Aspetto
Questi uccelli hanno un aspetto massiccio e paffuto, con ali e coda corte, testa arrotondata e becco allungato: nel complesso, il loro aspetto è molto simile alla congenere e affine Pitta del Nepal, rispetto alla quale presentano colorazione dorsale più dimessa.

La livrea è bruna su testa, petto, fianchi, ventre, remiganti primarie e sottocoda, con faccia, gola e ventre più chiari e dalle sfumature color cannella e con fronte, calotta e nuca dalla colorazione più intensa e tendente al bruno-ruggine (da cui il nome comune di questi uccelli): dalla base del becco all'occhio è presente una banda di penne più scure, e anche la zona attorno all'orecchio è dello stesso colore. Dorso e coda sono invece di colore verde-azzurro: tale colorazione è molto meno accesa nella femmina, che per il resto appare molto simile al maschio. In ambedue i sessi gli occhi sono bruni con cerchio perioculare azzurrino, le zampe sono di colore carnicino ed il becco è nero-bluastro.

## Biologia

### Comportamento
Si tratta di uccelli diurni e molto territoriali, solitari all'infuori del periodo degli amori, quando vivono in coppie: essi passano la maggior parte della giornata alla ricerca di cibo al suolo, nel folto del sottobosco, mimetizzandosi egregiamente grazie alla colorazione criptica.

### Alimentazione
La dieta di questi uccelli è composta in massima parte da lombrichi e chiocciole: essa viene integrata quando possibile con insetti e altri piccoli invertebrati.

### Riproduzione
La stagione degli amori coincide con la stagione delle piogge e va da gennaio a maggio: in questo periodo si formano coppie stabili i cui componenti collaborano nella costruzione del nido (un ammasso sferoidale di rametti e materiale vegetale intrecciati, con camera di cova interna, situato nel folto della vegetazione arbustiva, più raramente al suolo), nella cova delle 3-4 uova che dura circa due settimane e mezzo, e nelle cure parentali verso i pulli, ciechi e nudi alla nascita, che sono svezzati e quindi virtualmente indipendenti a circa un mese dalla schiusa.

## Distribuzione e habitat
La pitta fulva è diffusa dalla Birmania orientale alla Cina meridionale e al Tonchino, oltre che in Laos centro-settentrionale, Thailandia e a sud fino al Tenasserim: il suo habitat è rappresentato dalla foresta pluviale con folto sottobosco e dalle foreste di bambù pedemontane e montane, dove la si può osservare con maggiore frequenza attorno agli 800 m di quota.

## Tassonomia
Se ne riconoscono quattro sottospecie:
- Hydrornis oatesi oatesi, la sottospecie nominale, diffusa in Laos nord-occidentale e Thailandia;
- Hydrornis oatesi bolovenensis (Delacour, 1932), diffusa in Laos meridionale, Cambogia, Annam e Cocincina;
- Hydrornis oatesi castaneiceps (Delacour & Jabouille, 1930), diffusa dalla Cina sud-orientale al Laos centro-settentrionale e al Tonchino occidentale;
- Hydrornis soror deborah (King, 1978), endemica del Tenasserim;

Le varie sottospecie differiscono fra loro per taglia ed intensità ed estensione della colorazione dorsale e ventrale.